# Alegeri generale în Țările de Jos, 1937
Alegerile generale a Camerei  Reprezentanților a Parlamentului Neerlandez a avut loc în Țările de Jos la data de 26 mai 1937.

## Rezultate Nationale
| Partid                                         | %    | Locuri |
| ---------------------------------------------- | ---- | ------ |
| Partidul Romano Catolic                        | 29.8 | 31     |
| Partidul Muncitorilor Social Democrat          | 21.9 | 23     |
| Partidul Anti Revoluționar                     | 16.4 | 17     |
| Uniunea Creștin-Democrată                      | 7.5  | 8      |
| Liga Democrată Freethinking                    | 5.9  | 6      |
| Mișcarea Național-Socialistă din Țările de Jos | 4.2  | 4      |
| Partidul Liberal                               | 3.9  | 4      |
| Partidul Comunist din Olanda                   | 3.4  | 3      |
| Uniunea Creștin-Democrată                      | 2.1  | 2      |
| Partidul Politic Reformat                      | 1.9  | 2      |
| Total                                          | -    | 100    |

## Partide
- Partidul Anti Revolutionar (Anti-Revolutionaire Partij)
- Uniunea Creștin-Democrată (Christelijk-Democratische Unie)
- Uniunea Creștin-Istorica (Christelijke-Historische Unie)
- Partidul Comunist din Olanda (Communistische Partij Holland)
- Liga Democrată Freethinking (Vrijzinnig Democratische Bond)
- Liga Națională pentru Redresare (Verbond voor Nationaal Herstel)
- Partidul Liberal (Liberale Staatspartij)
- Mișcarea Național Socialistă (Nationaal Socialistische Beweging)
- Partidul Politic Reformat (Staatkundig Gereformeerde Partij)
- Partidul Romano Catolic (Roomsch-Katholieke Staatspartij)
- Partidul Muncitorilor Social Democrat (Sociaal-Democratische Arbeiderspartij)